# 马克·马森
马克·马森（丹麥語：Mark Madsen，1984年9月23日—），丹麦男子摔跤运动员。他曾代表丹麦参加2008年、2012年和2016年夏季奥林匹克运动会摔跤比赛，其中2016年奥运会获得一枚银牌。